# Oswal
Osvaldo Walter Viola (Buenos Aires; 1 de noviembre de 1935 - Quilmes; 13 de febrero de 2015), más conocido por el seudónimo Oswal, fue un dibujante, docente y guionista de historietas argentino. Sus obras más conocidas fueron Sónoman y Espíritu de Mascarín.

## Biografía
Oswal se definía a sí mismo como autodidacta, habiendo estudiado dibujo por correspondencia. Empezó a trabajar profesionalmente en 1957, en la revista Ella.
Sus primeros trabajos consistieron en ilustrar tapas de libros y páginas de revista de la Editorial Haynes como El Hogar, Selecta y Mundo Infantil. En 1958 publicó sus primeros trabajos en historieta, las tiras gauchescas Pablo Güeya y Hernán, el hermano de Pablo, aparecidas en El Correo de la Tarde. 
Al año siguiente ingresó a Editorial Frontera, donde dibujó algunos episodios de Ernie Pike.
En 1965 realizó adaptaciones a la historieta de David Copperfield y de Robinson Crusoe para la revista Anteojito. Un año después realizó (como autor integral) Sónoman, su creación más famosa, publicada durante diez años.
En 1974 se incorporó a la revista Skorpio, donde realizó los dibujos de la historieta epónima escrita por Ray Collins, seudónimo usado por el comisario Eugenio Zappietro para escribir sus guiones. También para Skorpio realizó ¿Hola? Aquí la muerte (con guion de Carlos Albiac), y Galac Master —adaptación de Dardo, el astrón de La Plata, publicada en un diario de la La Plata—, con guion de Héctor Germán Oesterheld.
En 1975, Ediciones de la Urraca publicó dos números de la revista Sónoman, realizada íntegramente por Oswal, que tuvo que ser cerrada por una crisis económica.
Ese mismo año, en la revista Chaupinela, publicó 15 episodios de otro personaje realizado íntegramente por él: El Espíritu de Mascarín. Durante los años 70 y 80 colaboró con revistas argentinas (Siete Días, Satiricón, Chaupinela, Superhumor) y españolas (Cimoc). En 1979 crea la serie Detective en Hollywood, junto a Linton Howard, para la revista La Hoja, más tarde rebautizada como Mark Kane al publicarse en Cimoc. En 1981 colaboró con la revista Bang!, dibujando Tito Mamut y Camino a Esteco, con guiones de Albiac. También realizó dibujos para El Eternauta III. Un año después volvió a Satiricón con El Bígamo, y a Superhumor, dibujando Claudio Forroquina, con guion de Dalmiro Sáenz. 
En la revista Cimoc publicó junto a Albiac Big Rag, con Ricardo Barreiro Buenos Aires, las putas y el loco (también publicada en Holanda) y Consummatum est. Buena parte de sus trabajos realizados durante ese período fueron publicados en España e Italia: la serie Pieter Thijsz (al comienzo con argumento de Yaqui), Sombres Destins y 13 relatos negros (estos dos últimos trabajos guionados por Enrique Abulí y publicados por Albin Michel).
En la década de 1990 realiza ilustraciones para Anteojito y para el suplemento infantil del diario La Nación (Nación de los niños) crea, junto a Carlos Albiac, Lejos Pratt, también publicado en Anteojito.
En la década del 2000 fue profesor de historieta en la escuela de Bellas Artes "Carlos Morel" de la Ciudad de Quilmes. 
En 2006 publicó en Argentina Tango en Florencia, previamente aparecido en Italia.